# 櫻井剛
櫻井 剛（さくらい つよし、1977年 - ）は、日本の脚本家、映画監督。高岡事務所所属。茨城県日立市生まれ。

## 略歴
専門学校東京ビジュアルアーツ映画演出専攻を卒業。
2001年、「青と白で水色」で日本テレビシナリオ登竜門大賞を受賞。

## 作品

### テレビドラマ
- 青と白で水色（2001年、日本テレビ）
- その5分前『逃げろメロス』（2007年、NHK）
- マルモのおきて（2011年、フジテレビ）
  - マルモのおきて スペシャル（2011年）
  - マルモのおきて スペシャル2014（2014年）
- それからの海（2012年、NHK）
- PRICELESS〜あるわけねぇだろ、んなもん!〜 第5話（2012年、フジテレビ）
- ビギナーズ!（2012年、TBS）
- ミス・パイロット（2013年、フジテレビ）
- 限界集落株式会社（2015年、NHK）
- 表参道高校合唱部!（2015年、TBS）
- 海底の君へ（2016年、NHK）
- 舞え!KAGURA姫（2016年、NHK）
- 増山超能力師事務所（2017年、読売テレビ・日本テレビ）
- 幕末グルメ ブシメシ!（2017年、NHK BSプレミアム）
  - 幕末グルメ ブシメシ!2（2018年）
- 悦ちゃん〜昭和駄目パパ恋物語〜（2017年、NHK）
- 不惑のスクラム（2018年、NHK総合）
- ルームロンダリング（2018年、MBS・TBS）
- 4分間のマリーゴールド（2019年、TBS）
- 居酒屋兆治（2020年、NHK）
- あなたのブツが、ここに（2022年、NHK総合）[1]
- ブギウギ（2023年 - 2024年、NHK総合）
- マイホームヒーロー（2023年、MBS・TBS）
- 昔はおれと同い年だった田中さんとの友情 （2024年、NHK総合）
- ブラッサム（2026年〈予定〉、NHK総合）

### アニメ
- ONE PIECE（2007年 - 2009年）
- ONE PIECE ロマンス ドーン ストーリー(2008年)
- 全力ウサギ（2008年）
- 聖闘士星矢 THE LOST CANVAS 冥王神話（OVA、2009年）

### 映画
- ゴーグル（監督・脚本、2005年）
- トカゲ飛んだ?（2006年）
- かべちょろ家守（2006年）
- フミの帽子（2006年）
- 非女子図鑑『B』（2009年）
- 増山超能力師事務所 激情版は恋の味（2018年)
- PLAY!〜勝つとか負けるとかは、どーでもよくて〜（2024年)

### ラジオドラマ
- FMシアター からすが教えてくれたこと（2025年、NHK-FM）